# 王培吾
王培吾（1906年—1931年），名报德，又名安国，安徽寿县汤王庙人。中国共产党早期领导人。

## 生平
1924年秋考入芜湖省立第二甲种农业学校。1925年加入中国共产主义青年团。1926年夏，加入中国共产党。同年秋，被选为中共芜湖地委委员，曾代理地委书记。1927年赴苏联学习。1928年，作为工作人员参加中共第六次全国代表大会。1929年冬，回国。1930年，奉命参加鄂豫皖根据地武装斗争，任红一军第二师政委。后被选为红一军前敌委员会委员，率部取得香火岭战役胜利。1931年2月，调任鄂豫皖军委政治部主任。在白雀园肃反中被错杀。